# Tuisto

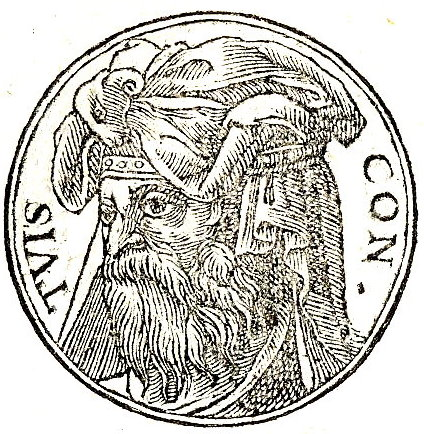
Tuisco, ritratto dal Promptuarii Iconum Insigniorum di Guillaume Rouillé

Tuisto (o Tuisco) è il progenitore divino delle tribù germaniche elencate da Tacito nel De origine et situ Germanorum, scritto nel 98. Questa figura resta oggetto tra alcuni studiosi di discussione, focalizzata sui collegamenti etimologici e sul paragone con altre figure cronologicamente posteriori della mitologia germanica (in particolare con la mitologia norrena).

## De origine et situ Germanorum
Tacito afferma che antichi carmi (latino: carminibus antiquis) dei popoli germanici celebravano Tuisto come "un dio, nato dalla terra" (deum terra editum). Questi carmi associano a lui un figlio, Manno, che a sua volta aveva tre figli, la cui discendenza venne poi citata come Ingaevones, Herminones e Istaevones. Vivevano rispettivamente nei pressi dell'oceano (proximi Oceano), nell'entroterra (medii), e nelle altre parti (ceteri) della regione geografica della Germania.

## Mito della discendenza

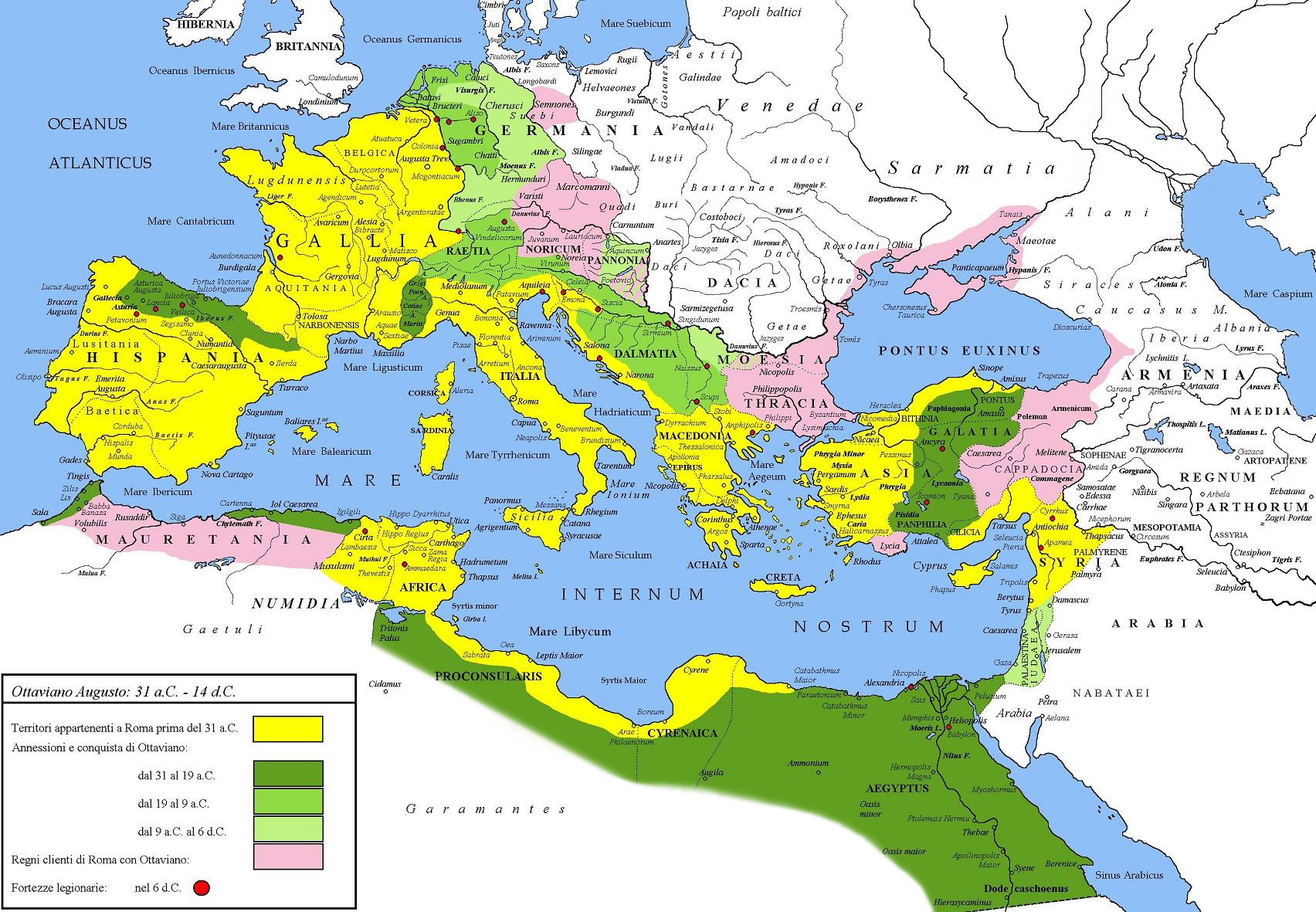
Mappa raffigurante la posizione approssimata delle principali tribù germaniche come vengono citate da Tacito nel De origine et situ Germanorum

I racconti di Tacito non corrispondono alla tradizione etnografica del mondo classico, che spesso fonde antropogonia, etnogonia e Teogonia per formare un singolo insieme sintetico. La successione di padre-figlio-tre figli è un elemento ricorrente nelle aree sia germaniche sia non germaniche indoeuropee. È stato ipotizzato che le caratteristiche essenziali del mito abbiano avuto origine nella società protoindoeuropea attorno al 2.000 a.C.
Secondo Rives (1999), il fatto che antichi popoli germanici sostenessero di discendere da un dio nato dalla terra venne usato da Tacito per supportare l'ipotesi che fossero un popolo indigeno: la parola latina indigena veniva spesso usata come sinonimo del greco autochthonos, indicando letteralmente "[nato da] la terra stessa". Lindauer (1975) fa notare che, nonostante questa autoproclamazione debba essere considerata frutto di semplice ignoranza dei fatti da parte di Tacito, non si è completamente sbagliato, dal momento che aveva espresso questo parere basandosi sul paragone con la regione mediterranea del tempo, relativamente turbolenta.

## Etimologia
Il  De origine et situ Germanorum contiene due principali varianti del nome. Quello usato più di frequente, Tuisto, viene comunemente collegato alla radice proto-germanica *tvai- "due" ed al suo derivato *tvis- "doppio" o "raddoppiato", dando quindi a Tuisto il significato di "ambi(-sessuato)" o "ermafrodita" (dal termine tedesco Zwitter). Questo portò Jacob Grimm a suggerire il fatto che Tuisto possa essere stato un essere ermafrodita, l'opinione tuttora più condivisa tra gli studiosi. Inoltre questa interpretazione ha portato a supporre un possibile collegamento tra il germanico Tuisto e lo Ymir della tarda mitologia norrena (vedi sotto).
La seconda variante del nome, presente originariamente nel manoscritto E, viene letta Tuisco. Una proposta etimologica ricostruisce il proto-germanico *tiwisko legandolo a *Tiwaz, trasformando il significato in "figlio di Tiu". Questa interpretazione renderebbe Tuisco figlio del dio-cielo (proto-indoeuropeo: *Dyeus) e della madre terra.

### Tuisto e Ymir
Sono stati ipotizzati collegamenti tra la figura del I secolo Tuisto e Ymir della tarda mitologia norrena, citato nelle fonti del XIII secolo. Questa idea è basata su similitudini funzionali ed etimologiche. Meyer (1907) considera talmente forte la relazione da considerare i due come la stessa cosa. Lindow (2001), ripensando al possibile legame etimologico tra Tuisto e Ymir, nota una differenza essenzialmente funzionale: mentre Ymir viene descritto come "una figura essenzialmente negativa", Tuisto è un essere "venerato" (celebrant) dai primi popoli germanici citati nel carme, e con nessun commento negativo fatto da Tacito.
Jacob (2005) tenta di stabilire una relazione genealogica tra Tuisto e Ymir basandosi sull'etimologia e sul paragone con la mitologia indiana post-vedica: dal momento che Tvastar, attraverso la figlia Saranyū ed il marito Vivaswān, si dice essere stato il nonno dei gemelli Yama e Yami, Jacob suppone che il germanico Tuisto (ipotizzando un legame con Tvastr) dovesse essere in origine il nonno di Ymir (equivalente di Yama). Per puro caso la mitologia indiana contiene anche la figura di Manu (equivalente del germanico Manno), progenitore vedico dell'umanità, figlio di Vivaswān, il che lo rende fratello di Yama/Ymir.